# Trachystegos
Trachystegos is een geslacht van uitgestorven microsauriërs binnen de familie Pantylidae.
De typesoort Trachystegos megalodon werd in 1966 benoemd door Robert Carroll. De geslachtsnaam betekent 'ruw dak'. De soortaanduiding betekent 'groottand'.
Het holotype is BMNH R4563, gevonden bij Joggins in een laag van de Jogginsformatie. Het bestaat uit een skelet met schedel en onderkaken. De paratypen zijn RM 12003: een verhemelte, een wervel en een opperarmbeen; RM 2.1130: een onderkaak en opperarmbeen al in 1916 gemeld door Moodie als een exemplaar van Hylerpeton; RM 2.1184: een opperarmbeen; en RM 12081: een opperarmbeen.
Elfridia is een mogelijk jonger synoniem.
De kop van Trachystegos is groot. Het schedeldak is bedekt door diepe groeven die van centrale punten uitstralen. Er is een foramen pineale aanwezig. De voorhoofdsbeenderen zijn vrij lang, evenals de prefrontalia. Het bovenkaaksbeen draagt vijf grote stompe tanden. Op het verhemelte zijn rijen kleinere tanden aanwezig alsmede denticula. De onderkaak is plat en overdwars breed. Het dentarium heeft een rij tanden maar een zone op het coronoïde is ook bedekt door een zone stompe tanden. Het opperarmbeen wordt van achteren doorboord door een groot foramen entepicondylare.